# Agrias transversa
Agrias transversa är en fjärilsart som beskrevs av Peter William Michael 1929. Agrias transversa ingår i släktet Agrias och familjen praktfjärilar. Inga underarter finns listade i Catalogue of Life.